# Paulo Obradović
Paulo Obradović (Dubrovnik, 1986. március 9. –) olimpiai bajnok (2012), világbajnoki ezüst- (2015), és bronzérmes (2009, 2011, 2013) és Európa-bajnok (2010) horvát válogatott vízilabdázó, a Jug Dubrovnik játékosa.